# Elezioni comunali in Sicilia del 2014
Le elezioni comunali in Sicilia del 2014 si tennero il 25 maggio (con ballottaggio l'8 giugno). 

## Provincia regionale di Palermo

### Bagheria
| Candidati                             | Candidati                  | II turno            | II turno            | I turno | I turno | Liste                                | Voti   | %     | Seggi |
| Candidati                             | Candidati                  | Voti                | %                   | Voti    | %       | Liste                                | Voti   | %     | Seggi |
| ------------------------------------- | -------------------------- | ------------------- | ------------------- | ------- | ------- | ------------------------------------ | ------ | ----- | ----- |
|                                       | Patrizio Cinque ✔️ Sindaco | 14 574              | 69,77               | 4 624   | 24,96   | Movimento Cinque Stelle              | 5 243  | 18,61 | 18    |
|                                       | Daniele Nicola Vella       | 6 314               | 30,23               | 4 297   | 23,20   | Sarà Migliore Bagheria               | 3 753  | 13,32 | 2     |
| Partito Democratico                   | Daniele Nicola Vella       | 6 314               | 30,23               | 4 297   | 23,20   | 3 997                                | 14,19  | 3     |       |
|                                       | Antonino Costa             | Antonino Costa      | Antonino Costa      | 3 997   | 21,58   | Forza Italia                         | 3 204  | 11,37 | 2     |
| Nuovo Centrodestra - Unione di Centro | Antonino Costa             | Antonino Costa      | Antonino Costa      | 3 997   | 21,58   | 2 481                                | 8,81   | 1     |       |
| Cambiare Bagheria Costa Sindaco       | Antonino Costa             | Antonino Costa      | Antonino Costa      | 3 997   | 21,58   | 2 349                                | 8,34   | 1     |       |
|                                       | Giacinto Di Stefano        | Giacinto Di Stefano | Giacinto Di Stefano | 3 583   | 19,34   | L'Aquilone-Idee in volo per Bagheria | 3 329  | 11,81 | 2     |
| Insieme                               | Giacinto Di Stefano        | Giacinto Di Stefano | Giacinto Di Stefano | 3 583   | 19,34   | 1 632                                | 5,79   | 1     |       |
|                                       | Atanasio Matera            | Atanasio Matera     | Atanasio Matera     | 2 022   | 10,92   | Insieme per Bagheria                 | 2 543  | 9,03  | 1     |
| Totale                                | Totale                     | 20 888              | 100                 | 18 523  | 100     |                                      | 28 177 | 100   | 30    |
|                                       |                            |                     |                     |         |         |                                      |        |       |       |
| Primo turno - Secondo turno - Seggi   |                            |                     |                     |         |         |                                      |        |       |       |

### Cinisi
|                                | Giangiacomo Palazzolo ✔️ Sindaco | 2 944 | 47,55 | Margi                                    | 1 304 | 17,48 | 4  |  |  |
| In Comune                      | Giangiacomo Palazzolo ✔️ Sindaco | 2 944 | 47,55 | 1 074                                    | 14,39 | 3     |    |  |  |
| Pozzillo                       | Giangiacomo Palazzolo ✔️ Sindaco | 2 944 | 47,55 | 908                                      | 12,17 | 3     |    |  |  |
| Punta Raisi                    | Giangiacomo Palazzolo ✔️ Sindaco | 2 944 | 47,55 | 852                                      | 11,42 | 2     |    |  |  |
|                                | Giuseppe Monsù                   | 2 482 | 40,09 | É Tempo di Cambiare                      | 1 107 | 14,84 | 3  |  |  |
| Partito Democratico            | Giuseppe Monsù                   | 2 482 | 40,09 | 939                                      | 12,59 | 3     |    |  |  |
| Helianthus-Sotto un Altro Sole | Giuseppe Monsù                   | 2 482 | 40,09 | 533                                      | 7,14  | 1     |    |  |  |
|                                | Concetta Impastato               | 610   | 9,85  | La Rigenerazione Movimento Civico Cinisi | 531   | 7,12  | 1  |  |  |
|                                | Domenico Micale                  | 155   | 2,50  | Cinisi Bene Comune                       | 213   | 2,85  | –  |  |  |
| Totale                         | Totale                           | 6 191 | 100   |                                          | 7 461 | 100   | 20 |  |  |
|                                |                                  |       |       |                                          |       |       |    |  |  |
| Primo turno - Seggi            |                                  |       |       |                                          |       |       |    |  |  |

### Misilmeri
| Candidati                     | Candidati                     | II turno                   | II turno                   | I turno | I turno | Liste                  | Voti   | %     | Seggi |
| Candidati                     | Candidati                     | Voti                       | %                          | Voti    | %       | Liste                  | Voti   | %     | Seggi |
| ----------------------------- | ----------------------------- | -------------------------- | -------------------------- | ------- | ------- | ---------------------- | ------ | ----- | ----- |
|                               | Rosalia Stadarelli ✔️ Sindaca | 6 004                      | 55,43                      | 4 385   | 37,23   | Siamo Misilmeri        | 3 527  | 25,32 | 7     |
| Democratici Riformisti        | Rosalia Stadarelli ✔️ Sindaca | 6 004                      | 55,43                      | 4 385   | 37,23   | 2 607                  | 18,71  | 5     |       |
|                               | Giovanni Lo Franco            | 4 828                      | 44,57                      | 2 549   | 21,64   | La Nuova Misilmeri     | 1 854  | 13,31 | 2     |
| Rinnoviamo Misilmeri          | Giovanni Lo Franco            | 4 828                      | 44,57                      | 2 549   | 21,64   | 522                    | 3,75   | –     |       |
|                               | Giusto Chinnici               | Giusto Chinnici            | Giusto Chinnici            | 2 235   | 18,98   | La Bussola             | 1 548  | 11,11 | 2     |
| Cristiani in Azione           | Giusto Chinnici               | Giusto Chinnici            | Giusto Chinnici            | 2 235   | 18,98   | 1 311                  | 9,41   | 2     |       |
|                               | Gaspare Giuseppe Di Spezio    | Gaspare Giuseppe Di Spezio | Gaspare Giuseppe Di Spezio | 1 043   | 8,86    | Noi                    | 715    | 5,13  | –     |
|                               | Giuseppe Farinella            | Giuseppe Farinella         | Giuseppe Farinella         | 939     | 7,97    | Movimento 5 Stelle     | 922    | 6,62  | 1     |
|                               | Francesco Vitrano             | Francesco Vitrano          | Francesco Vitrano          | 626     | 5,32    | Il Sindaco della Gente | 925    | 6,64  | 1     |
| Totale                        | Totale                        | 10 832                     | 100                        | 11 777  | 100     |                        | 13 932 | 100   | 20    |
|                               |                               |                            |                            |         |         |                        |        |       |       |
| Fonte: Ministero dell'interno |                               |                            |                            |         |         |                        |        |       |       |

### Monreale
| Candidati                           | Candidati                 | II turno          | II turno          | I turno | I turno | Liste                                      | Voti   | %     | Seggi |
| Candidati                           | Candidati                 | Voti              | %                 | Voti    | %       | Liste                                      | Voti   | %     | Seggi |
| ----------------------------------- | ------------------------- | ----------------- | ----------------- | ------- | ------- | ------------------------------------------ | ------ | ----- | ----- |
|                                     | Pietro Capizzi ✔️ Sindaco | 7 750             | 55,88             | 6 215   | 45,19   | Partito Democratico                        | 4 541  | 22,32 | 9     |
| Alternativa Civica                  | Pietro Capizzi ✔️ Sindaco | 7 750             | 55,88             | 6 215   | 45,19   | 4 165                                      | 20,47  | 9     |       |
| Monreale Autonomia e Libertà        | Pietro Capizzi ✔️ Sindaco | 7 750             | 55,88             | 6 215   | 45,19   | 962                                        | 4,73   | –     |       |
|                                     | Alberto Arcidiacono       | 6 120             | 44,12             | 3 369   | 24,50   | Cambiamo Monreale                          | 1 602  | 7,88  | 2     |
| Idee in Movimento                   | Alberto Arcidiacono       | 6 120             | 44,12             | 3 369   | 24,50   | 1 363                                      | 6,70   | 2     |       |
| Vivi Monreale Si Può                | Alberto Arcidiacono       | 6 120             | 44,12             | 3 369   | 24,50   | 1 239                                      | 6,09   | 1     |       |
|                                     | Filippo Di Matteo         | Filippo Di Matteo | Filippo Di Matteo | 8 246   | 59,96   | Per Monreale Filippo Di Matteo Sindaco (A) | 1 613  | 7,93  | 2     |
| Forza Italia (A)                    | Filippo Di Matteo         | Filippo Di Matteo | Filippo Di Matteo | 8 246   | 59,96   | 1 420                                      | 6,98   | 2     |       |
| Unione di Centro (A)                | Filippo Di Matteo         | Filippo Di Matteo | Filippo Di Matteo | 8 246   | 59,96   | 1 333                                      | 6,55   | 2     |       |
|                                     | Fabio Costantini          | Fabio Costantini  | Fabio Costantini  | 1 003   | 7,29    | Movimento 5 Stelle                         | 1 446  | 7,11  | 1     |
|                                     | Natale Sabella            | Natale Sabella    | Natale Sabella    | 600     | 4,36    | Futura Città e Territorio                  | 517    | 2,54  | –     |
|                                     | Ferdinando Arena          | Ferdinando Arena  | Ferdinando Arena  | 147     | 1,07    | Vele del Sud                               | 141    | 0,69  | –     |
| Totale                              | Totale                    | 13 870            | 100               | 13 752  | 100     |                                            | 20 342 | 100   | 30    |
|                                     |                           |                   |                   |         |         |                                            |        |       |       |
| Primo turno - Secondo turno - Seggi |                           |                   |                   |         |         |                                            |        |       |       |

### Termini Imerese
| Candidati                            | Candidati                      | II turno             | II turno             | I turno | I turno | Liste                         | Voti   | %     | Seggi |
| Candidati                            | Candidati                      | Voti                 | %                    | Voti    | %       | Liste                         | Voti   | %     | Seggi |
| ------------------------------------ | ------------------------------ | -------------------- | -------------------- | ------- | ------- | ----------------------------- | ------ | ----- | ----- |
|                                      | Salvatore Burrafato ✔️ Sindaco | 7 688                | 53,76                | 6 010   | 47,06   | Partito Democratico           | 2 252  | 13,83 | 4     |
| TI Termini Imerese-Burrafato Sindaco | Salvatore Burrafato ✔️ Sindaco | 7 688                | 53,76                | 6 010   | 47,06   | 2 077                         | 12,75  | 3     |       |
| Il Megafono - Lista Crocetta         | Salvatore Burrafato ✔️ Sindaco | 7 688                | 53,76                | 6 010   | 47,06   | 1 803                         | 11,07  | 3     |       |
| Sicilia Sì                           | Salvatore Burrafato ✔️ Sindaco | 7 688                | 53,76                | 6 010   | 47,06   | 1 394                         | 8,56   | 2     |       |
| Futura Termini                       | Salvatore Burrafato ✔️ Sindaco | 7 688                | 53,76                | 6 010   | 47,06   | 1 095                         | 6,72   | 2     |       |
| Nuovo Centrodestra                   | Salvatore Burrafato ✔️ Sindaco | 7 688                | 53,76                | 6 010   | 47,06   | 746                           | 4,58   | –     |       |
| Articolo 4                           | Salvatore Burrafato ✔️ Sindaco | 7 688                | 53,76                | 6 010   | 47,06   | 524                           | 3,22   | –     |       |
| Uniamoci X Termini Imerese           | Salvatore Burrafato ✔️ Sindaco | 7 688                | 53,76                | 6 010   | 47,06   | 212                           | 1,30   | –     |       |
|                                      | Agostino Moscato               | 6 612                | 46,24                | 3 964   | 31,04   | Vivere Termini                | 1 524  | 9,36  | 2     |
| Popolari per Termini                 | Agostino Moscato               | 6 612                | 46,24                | 3 964   | 31,04   | 1 464                         | 8,99   | 2     |       |
| Termini...La Rinascita               | Agostino Moscato               | 6 612                | 46,24                | 3 964   | 31,04   | 569                           | 3,49   | –     |       |
| Prima Termini Imerese                | Agostino Moscato               | 6 612                | 46,24                | 3 964   | 31,04   | 545                           | 3,35   | –     |       |
|                                      | Luigi Sunseri                  | Luigi Sunseri        | Luigi Sunseri        | 2 210   | 17,31   | Movimento 5 Stelle            | 1 236  | 7,59  | 2     |
|                                      | Stefano Vitale                 | Stefano Vitale       | Stefano Vitale       | 527     | 4,13    | Semplicemente Termini Imerese | 427    | 2,62  | –     |
| Nuova Vita a Termini Imerese         | Stefano Vitale                 | Stefano Vitale       | Stefano Vitale       | 527     | 4,13    | 390                           | 2,39   | –     |       |
|                                      | Graziella Vallelunga           | Graziella Vallelunga | Graziella Vallelunga | 59      | 0,46    | Rinnovamento per l'Italia     | 30     | 0,18  | –     |
| Totale                               | Totale                         | 14 300               | 100                  | 12 770  | 100     |                               | 16 288 | 100   | 20    |
|                                      |                                |                      |                      |         |         |                               |        |       |       |
| Primo turno - Secondo turno - Seggi  |                                |                      |                      |         |         |                               |        |       |       |

## Provincia regionale di Caltanissetta

### Caltanissetta
| Candidati                           | Candidati                             | II turno                              | II turno                              | I turno | I turno | Liste                            | Voti   | %     | Seggi |
| Candidati                           | Candidati                             | Voti                                  | %                                     | Voti    | %       | Liste                            | Voti   | %     | Seggi |
| ----------------------------------- | ------------------------------------- | ------------------------------------- | ------------------------------------- | ------- | ------- | -------------------------------- | ------ | ----- | ----- |
|                                     | Giovanni Ruvolo ✔️ Sindaco            | 14 471                                | 64,31                                 | 12 152  | 46,39   | Unione di Centro                 | 5 238  | 15,94 | 5     |
| Partito Democratico                 | Giovanni Ruvolo ✔️ Sindaco            | 14 471                                | 64,31                                 | 12 152  | 46,39   | 4 774                            | 14,52  | 5     |       |
| Intesa Civica Solidale              | Giovanni Ruvolo ✔️ Sindaco            | 14 471                                | 64,31                                 | 12 152  | 46,39   | 2 908                            | 8,85   | 3     |       |
| Cambiare Caltanissetta              | Giovanni Ruvolo ✔️ Sindaco            | 14 471                                | 64,31                                 | 12 152  | 46,39   | 2 628                            | 8,00   | 3     |       |
| Patto Etico Responsabile            | Giovanni Ruvolo ✔️ Sindaco            | 14 471                                | 64,31                                 | 12 152  | 46,39   | 2 129                            | 6,48   | 2     |       |
|                                     | Michele Giarratana                    | 8 032                                 | 35,69                                 | 3 978   | 15,19   | Caltanissetta Protagonista       | 1 918  | 5,84  | 2     |
| Giarratana Sindaco                  | Michele Giarratana                    | 8 032                                 | 35,69                                 | 3 978   | 15,19   | 1 499                            | 4,56   | –     |       |
| Grande Nissa                        | Michele Giarratana                    | 8 032                                 | 35,69                                 | 3 978   | 15,19   | 85                               | 0,26   | –     |       |
|                                     | Sergio Giovanni Iacona                | Sergio Giovanni Iacona                | Sergio Giovanni Iacona                | 3 668   | 14,00   | Forza Italia                     | 3 199  | 9,73  | 3     |
| Nuovo Centrodestra                  | Sergio Giovanni Iacona                | Sergio Giovanni Iacona                | Sergio Giovanni Iacona                | 3 668   | 14,00   | 1 914                            | 5,82   | 2     |       |
|                                     | Gioacchino Giuseppe Giovanni Lo Verme | Gioacchino Giuseppe Giovanni Lo Verme | Gioacchino Giuseppe Giovanni Lo Verme | 3 664   | 13,99   | Officina Politica Nissena        | 2 852  | 8,68  | 3     |
| Green Italia-Il Pungolo             | Gioacchino Giuseppe Giovanni Lo Verme | Gioacchino Giuseppe Giovanni Lo Verme | Gioacchino Giuseppe Giovanni Lo Verme | 3 664   | 13,99   | 1 075                            | 3,27   | –     |       |
| Diversi Insieme                     | Gioacchino Giuseppe Giovanni Lo Verme | Gioacchino Giuseppe Giovanni Lo Verme | Gioacchino Giuseppe Giovanni Lo Verme | 3 664   | 13,99   | 50                               | 0,15   | –     |       |
|                                     | Giovanni Magrì                        | Giovanni Magrì                        | Giovanni Magrì                        | 2 602   | 9,93    | Movimento 5 Stelle               | 2 459  | 7,48  | 2     |
|                                     | Maria Concetta Salvina Fasciana       | Maria Concetta Salvina Fasciana       | Maria Concetta Salvina Fasciana       | 131     | 0,50    | Partito di Alternativa Comunista | 140    | 0,43  | –     |
| Totale                              | Totale                                | 22 503                                | 100                                   | 26 195  | 100     |                                  | 32 868 | 100   | 30    |
|                                     |                                       |                                       |                                       |         |         |                                  |        |       |       |
| Primo turno - Secondo turno - Seggi |                                       |                                       |                                       |         |         |                                  |        |       |       |

### Mazzarino
|                                                     | Vincenzo Marino ✔️ Sindaco | 2 392 | 39,03 | Unione Popolare              | 1 567 | 22,13 | 7  |  |  |
| Partito Democratico                                 | Vincenzo Marino ✔️ Sindaco | 2 392 | 39,03 | 617                          | 8,71  | 3     |    |  |  |
| Ricostruiamo la Nostra Città                        | Vincenzo Marino ✔️ Sindaco | 2 392 | 39,03 | 568                          | 8,02  | 2     |    |  |  |
|                                                     | Damiano Maria Angelo Arena | 1 209 | 19,73 | Damiano Arena Sindaco        | 631   | 8,91  | 1  |  |  |
|                                                     | Vincenzo D'Asaro           | 1 971 | 32,16 | Unione di Centro             | 711   | 10,04 | 2  |  |  |
| Per Amare Mazzarino                                 | Vincenzo D'Asaro           | 1 971 | 32,16 | 532                          | 7,51  | 1     |    |  |  |
| Lista per D'Asaro Sindaco                           | Vincenzo D'Asaro           | 1 971 | 32,16 | 186                          | 2,63  | –     |    |  |  |
|                                                     | Giuseppe Sanfilippo        | 691   | 11,27 | L'Uomo Libero in Rivolta     | 418   | 5,90  | 1  |  |  |
| Mazzarino che Cambia                                | Giuseppe Sanfilippo        | 691   | 11,27 | 257                          | 3,63  | –     |    |  |  |
| Lista Verde Sanfilippo Sindaco                      | Giuseppe Sanfilippo        | 691   | 11,27 | 95                           | 1,34  | –     |    |  |  |
|                                                     | Piera Sabrina Passero      | 530   | 8,65  | Viva Mazzarino-Lista Ficarra | 835   | 11,79 | 2  |  |  |
| Insieme per Mazzarino-Per la Rinascita di Mazzarino | Piera Sabrina Passero      | 530   | 8,65  | 425                          | 6,00  | 1     |    |  |  |
|                                                     | Carmelo Genovese           | 176   | 2,87  | Movimento 5 Stelle           | 239   | 3,38  | –  |  |  |
| Totale                                              | Totale                     | 6 129 | 100   |                              | 7 081 | 100   | 20 |  |  |
|                                                     |                            |       |       |                              |       |       |    |  |  |
| Primo turno - Seggi                                 |                            |       |       |                              |       |       |    |  |  |

### San Cataldo
| Candidati                             | Candidati                      | II turno                     | II turno                     | I turno | I turno | Liste                                     | Voti   | %     | Seggi |
| Candidati                             | Candidati                      | Voti                         | %                            | Voti    | %       | Liste                                     | Voti   | %     | Seggi |
| ------------------------------------- | ------------------------------ | ---------------------------- | ---------------------------- | ------- | ------- | ----------------------------------------- | ------ | ----- | ----- |
|                                       | Giampiero Modaffari ✔️ Sindaco | 6 679                        | 63,81                        | 3 687   | 33,73   | Riprendiamoci la Città                    | 1 674  | 13,23 | 7     |
| Prima San Cataldo                     | Giampiero Modaffari ✔️ Sindaco | 6 679                        | 63,81                        | 3 687   | 33,73   | 1 408                                     | 11,13  | 5     |       |
|                                       | Giuseppe Scarantino            | 3 788                        | 36,19                        | 2 652   | 24,26   | Scarantino Sindaco                        | 1 457  | 11,51 | 2     |
| Il Sacco in Movimento                 | Giuseppe Scarantino            | 3 788                        | 36,19                        | 2 652   | 24,26   | 1 168                                     | 9,23   | 1     |       |
| Movimento Liberi e Forti              | Giuseppe Scarantino            | 3 788                        | 36,19                        | 2 652   | 24,26   | 897                                       | 7,09   | 1     |       |
|                                       | Giuseppe Ascanio Scarlata      | Giuseppe Ascanio Scarlata    | Giuseppe Ascanio Scarlata    | 1 809   | 16,55   | Costruiamo il Futuro-Giovani Sancataldesi | 1 467  | 11,59 | 2     |
| La città Possibile-Ripartiamo insiene | Giuseppe Ascanio Scarlata      | Giuseppe Ascanio Scarlata    | Giuseppe Ascanio Scarlata    | 1 809   | 16,55   | 701                                       | 5,54   | –     |       |
| Uniti per San Cataldo                 | Giuseppe Ascanio Scarlata      | Giuseppe Ascanio Scarlata    | Giuseppe Ascanio Scarlata    | 1 809   | 16,55   | 488                                       | 3,86   | –     |       |
|                                       | Danilo D'Agliano               | Danilo D'Agliano             | Danilo D'Agliano             | 1 612   | 14,75   | Partito Democratico                       | 1 099  | 8,68  | 1     |
| Primavera Sancataldese                | Danilo D'Agliano               | Danilo D'Agliano             | Danilo D'Agliano             | 1 612   | 14,75   | 910                                       | 7,19   | 1     |       |
|                                       | Salvatore Francesco Lombardo   | Salvatore Francesco Lombardo | Salvatore Francesco Lombardo | 643     | 5,88    | Movimento 5 Stelle                        | 794    | 6,27  | –     |
|                                       | Settimio Culora                | Settimio Culora              | Settimio Culora              | 409     | 3,74    | L'Altra San Cataldo per i Beni Comuni     | 488    | 3,86  | –     |
|                                       | Beniamino Caramanna            | Beniamino Caramanna          | Beniamino Caramanna          | 118     | 1,08    | Mi avete Rubato il Futuro                 | 105    | 0,83  | –     |
| Totale                                | Totale                         | 10 467                       | 100                          | 10 930  | 100     |                                           | 12 656 | 100   | 20    |
|                                       |                                |                              |                              |         |         |                                           |        |       |       |
| Primo turno - Seggi                   |                                |                              |                              |         |         |                                           |        |       |       |

## Provincia regionale di Catania

### Aci Castello
|                              | Filippo Maria Drago ✔️ Sindaco | 4 090 | 52,69 | Nuovo Centrodestra  | 1 533  | 14,07 | 4  |  |  |
| Il Paese che Vogliamo        | Filippo Maria Drago ✔️ Sindaco | 4 090 | 52,69 | 1 345               | 12,35  | 3     |    |  |  |
| Forza Italia                 | Filippo Maria Drago ✔️ Sindaco | 4 090 | 52,69 | 1 079               | 9,91   | 2     |    |  |  |
| Movimento Civico             | Filippo Maria Drago ✔️ Sindaco | 4 090 | 52,69 | 835                 | 7,67   | 2     |    |  |  |
| Progetto Aci Castello        | Filippo Maria Drago ✔️ Sindaco | 4 090 | 52,69 | 587                 | 5,39   | 1     |    |  |  |
| Grande Aci Castello          | Filippo Maria Drago ✔️ Sindaco | 4 090 | 52,69 | 436                 | 4,00   | –     |    |  |  |
|                              | Carmencita Santagati           | 1 693 | 21,81 | Aci Castello Futura | 1 166  | 10,71 | 2  |  |  |
| Il Megafono - Lista Crocetta | Carmencita Santagati           | 1 693 | 21,81 | 661                 | 6,07   | 1     |    |  |  |
| Insieme per Aci Castello     | Carmencita Santagati           | 1 693 | 21,81 | 645                 | 5,92   | 1     |    |  |  |
|                              | Maurizio Marino                | 1 288 | 16,59 | Partito Democratico | 1 080  | 9,92  | 2  |  |  |
| CSA-Cambiamento              | Maurizio Marino                | 1 288 | 16,59 | 561                 | 5,15   | 1     |    |  |  |
|                              | Giuseppina Leda Adamo          | 608   | 7,83  | Movimento 5 Stelle  | 856    | 7,86  | 1  |  |  |
|                              | Mario Consolato Sangilles      | 83    | 1,07  | L'Altra Aci         | 108    | 0,99  | –  |  |  |
| Totale                       | Totale                         | 7 762 | 100   |                     | 10 892 | 100   | 20 |  |  |
|                              |                                |       |       |                     |        |       |    |  |  |
| Primo turno - Seggi          |                                |       |       |                     |        |       |    |  |  |

### Acireale
| Candidati                                     | Candidati                     | II turno            | II turno            | I turno | I turno | Liste                              | Voti   | %     | Seggi |
| Candidati                                     | Candidati                     | Voti                | %                   | Voti    | %       | Liste                              | Voti   | %     | Seggi |
| --------------------------------------------- | ----------------------------- | ------------------- | ------------------- | ------- | ------- | ---------------------------------- | ------ | ----- | ----- |
|                                               | Roberto Barbagallo ✔️ Sindaco | 15 573              | 63,53               | 9 212   | 33,56   | Acireale Futura                    | 3 051  | 9,10  | 5     |
| Democratici per Acireale                      | Roberto Barbagallo ✔️ Sindaco | 15 573              | 63,53               | 9 212   | 33,56   | 2 962                              | 8,83   | 5     |       |
| Popolari per Acireale                         | Roberto Barbagallo ✔️ Sindaco | 15 573              | 63,53               | 9 212   | 33,56   | 2 590                              | 7,72   | 4     |       |
| Cambiamo Acireale                             | Roberto Barbagallo ✔️ Sindaco | 15 573              | 63,53               | 9 212   | 33,56   | 2 346                              | 7,00   | 4     |       |
|                                               | Michele Di Re                 | 8 939               | 36,47               | 6 645   | 24,21   | Forza Italia                       | 4 241  | 12,65 | 5     |
| Acireale Civica                               | Michele Di Re                 | 8 939               | 36,47               | 6 645   | 24,21   | 2 299                              | 6,86   | 2     |       |
| Progetto Acireale                             | Michele Di Re                 | 8 939               | 36,47               | 6 645   | 24,21   | 1 830                              | 5,46   | 2     |       |
| 30 per Acireale                               | Michele Di Re                 | 8 939               | 36,47               | 6 645   | 24,21   | 1 633                              | 4,87   | –     |       |
| Grande Acireale                               | Michele Di Re                 | 8 939               | 36,47               | 6 645   | 24,21   | 483                                | 1,44   | –     |       |
|                                               | Sebastiano Leonardi           | Sebastiano Leonardi | Sebastiano Leonardi | 6 250   | 22,77   | Primavera (A)                      | 2 077  | 6,19  | 2     |
| Partito Democratico                           | Sebastiano Leonardi           | Sebastiano Leonardi | Sebastiano Leonardi | 6 250   | 22,77   | 1 794                              | 5,35   | 1     |       |
| Articolo 4                                    | Sebastiano Leonardi           | Sebastiano Leonardi | Sebastiano Leonardi | 6 250   | 22,77   | 1 629                              | 4,86   | –     |       |
| Il Megafono - Lista Crocetta                  | Sebastiano Leonardi           | Sebastiano Leonardi | Sebastiano Leonardi | 6 250   | 22,77   | 918                                | 2,74   | –     |       |
| L'Acireale Ideale Ora                         | Sebastiano Leonardi           | Sebastiano Leonardi | Sebastiano Leonardi | 6 250   | 22,77   | 882                                | 2,63   | –     |       |
| Movimento dei Cittadini-Rinascita di Acireale | Sebastiano Leonardi           | Sebastiano Leonardi | Sebastiano Leonardi | 6 250   | 22,77   | 564                                | 1,68   | –     |       |
|                                               | Marcello Monaco               | Marcello Monaco     | Marcello Monaco     | 2 039   | 7,43    | Cattolici Democratici per Acireale | 1 306  | 3,89  | –     |
| Pro Acireale                                  | Marcello Monaco               | Marcello Monaco     | Marcello Monaco     | 2 039   | 7,43    | 282                                | 0,84   | –     |       |
|                                               | Michele Alì                   | Michele Alì         | Michele Alì         | 1 616   | 5,89    | Acireale Bene Comune               | 1 123  | 3,35  | –     |
|                                               | Salvatore Raciti              | Salvatore Raciti    | Salvatore Raciti    | 1 023   | 3,73    | Movimento 5 Stelle                 | 1 084  | 3,23  | –     |
|                                               | Mario Di Prima                | Mario Di Prima      | Mario Di Prima      | 664     | 2,42    | Acireale al Centro                 | 459    | 1,37  | –     |
| Totale                                        | Totale                        | 24 512              | 100                 | 27 449  | 100     |                                    | 33 533 | 100   | 30    |
|                                               |                               |                     |                     |         |         |                                    |        |       |       |
| Primo turno - Secondo turno - Seggi           |                               |                     |                     |         |         |                                    |        |       |       |

### Motta Sant'Anastasia
|                               | Anastasio Carrà ✔️ Sindaco | 1 485 | 27,75 | Il Quadrifoglio    | 847   | 12,90 | 4  |  |  |
| Articolo 4                    | Anastasio Carrà ✔️ Sindaco | 1 485 | 27,75 | 695                | 10,58 | 3     |    |  |  |
| Il Sole                       | Anastasio Carrà ✔️ Sindaco | 1 485 | 27,75 | 357                | 5,44  | 1     |    |  |  |
|                               | Daniele Capuana            | 1 472 | 27,51 | Scelta Giovane     | 802   | 12,21 | 3  |  |  |
| Motta nel Cuore               | Daniele Capuana            | 1 472 | 27,51 | 419                | 6,38  | 2     |    |  |  |
| Big Bang-Matteo Renzi Adesso  | Daniele Capuana            | 1 472 | 27,51 | 258                | 3,93  | –     |    |  |  |
| Rivoluzione Mottese           | Daniele Capuana            | 1 472 | 27,51 | 220                | 3,35  | –     |    |  |  |
| Innova Piano Tavola con Motta | Daniele Capuana            | 1 472 | 27,51 | 129                | 1,96  | –     |    |  |  |
| Il Megafono - Lista Crocetta  | Daniele Capuana            | 1 472 | 27,51 | 106                | 1,61  | –     |    |  |  |
|                               | Danilo Festa               | 801   | 14,97 | Liberamotta        | 697   | 10,61 | 2  |  |  |
|                               | Concetto Roccasalva        | 584   | 10,91 | Autonomia Mottese  | 356   | 5,42  | 2  |  |  |
| Insieme per Motta             | Concetto Roccasalva        | 584   | 10,91 | 354                | 5,39  | 1     |    |  |  |
|                               | Angelo Ercole Giuffrida    | 552   | 10,32 | Primavera          | 343   | 5,22  | 1  |  |  |
| Forza Italia                  | Angelo Ercole Giuffrida    | 552   | 10,32 | 322                | 4,90  | –     |    |  |  |
| Il Bene in Comune             | Angelo Ercole Giuffrida    | 552   | 10,32 | 14                 | 0,21  | –     |    |  |  |
|                               | Giovanni Carlo Amato       | 216   | 4,04  | Movimento 5 Stelle | 394   | 6,00  | 1  |  |  |
|                               | Salvatore Maria Scuderi    | 241   | 4,50  | Viva Motta         | 17    | 0,26  | –  |  |  |
| Totale                        | Totale                     | 5 351 | 100   |                    | 6 567 | 100   | 20 |  |  |
|                               |                            |       |       |                    |       |       |    |  |  |
| Primo turno - Seggi           |                            |       |       |                    |       |       |    |  |  |

## Provincia regionale di Siracusa

### Pachino
| Candidati                            | Candidati                | II turno             | II turno             | I turno | I turno | Liste                   | Voti   | %    | Seggi |
| Candidati                            | Candidati                | Voti                 | %                    | Voti    | %       | Liste                   | Voti   | %    | Seggi |
| ------------------------------------ | ------------------------ | -------------------- | -------------------- | ------- | ------- | ----------------------- | ------ | ---- | ----- |
|                                      | Roberto Bruno ✔️ Sindaco | 7 423                | 75,03                | 2 930   | 27,73   | Partito Democratico     | 1 194  | 9,69 | 6     |
| Nuovo Centrodestra                   | Roberto Bruno ✔️ Sindaco | 7 423                | 75,03                | 2 930   | 27,73   | 724                     | 5,88   | 3    |       |
| Io Cambio Pachino                    | Roberto Bruno ✔️ Sindaco | 7 423                | 75,03                | 2 930   | 27,73   | 697                     | 5,66   | 3    |       |
| Diritti e Libertà-Centro Democratico | Roberto Bruno ✔️ Sindaco | 7 423                | 75,03                | 2 930   | 27,73   | 251                     | 2,04   | –    |       |
| Cantiere Popolare-Movimento Popolare | Roberto Bruno ✔️ Sindaco | 7 423                | 75,03                | 2 930   | 27,73   | 208                     | 1,69   | 2    |       |
|                                      | Andrea Ferrara           | 2 471                | 24,97                | 1 740   | 16,46   | Alleanza per Pachino    | 729    | 5,92 | 2     |
| Unione di Centro                     | Andrea Ferrara           | 2 471                | 24,97                | 1 740   | 16,46   | 706                     | 5,73   | 1    |       |
| Il Megafono - Lista Crocetta         | Andrea Ferrara           | 2 471                | 24,97                | 1 740   | 16,46   | 675                     | 5,48   | 1    |       |
|                                      | Antonino Iacono          | Antonino Iacono      | Antonino Iacono      | 1 607   | 15,21   | Forza Italia            | 683    | 5,54 | 1     |
| Pachino che Lavora-Piazza Pulita     | Antonino Iacono          | Antonino Iacono      | Antonino Iacono      | 1 607   | 15,21   | 642                     | 5,21   | 1    |       |
| Voce del Popolo                      | Antonino Iacono          | Antonino Iacono      | Antonino Iacono      | 1 607   | 15,21   | 570                     | 4,63   | –    |       |
| Fratelli d'Italia                    | Antonino Iacono          | Antonino Iacono      | Antonino Iacono      | 1 607   | 15,21   | 359                     | 2,91   | –    |       |
|                                      | Nicolò Corrado Costa     | Nicolò Corrado Costa | Nicolò Corrado Costa | 1 345   | 12,73   | Cambia Menti            | 889    | 7,22 | 1     |
| Costa Sindaco                        | Nicolò Corrado Costa     | Nicolò Corrado Costa | Nicolò Corrado Costa | 1 345   | 12,73   | 810                     | 6,57   | 1    |       |
|                                      | Emanuele Rotta           | Emanuele Rotta       | Emanuele Rotta       | 1 180   | 11,17   | Articolo 4-Sal          | 598    | 4,85 | –     |
| Pachino Città Mia                    | Emanuele Rotta           | Emanuele Rotta       | Emanuele Rotta       | 1 180   | 11,17   | 590                     | 4,79   | –    |       |
| Noi Pachinesi                        | Emanuele Rotta           | Emanuele Rotta       | Emanuele Rotta       | 1 180   | 11,17   | 353                     | 2,87   | –    |       |
|                                      | Mauro Adamo              | Mauro Adamo          | Mauro Adamo          | 689     | 6,52    | Movimento 5 Stelle      | 456    | 3,70 | –     |
|                                      | Sebastiano Mandalà       | Sebastiano Mandalà   | Sebastiano Mandalà   | 532     | 5,03    | Uniti per Pachino       | 730    | 5,92 | 1     |
|                                      | Antonio Cirinnà          | Antonio Cirinnà      | Antonio Cirinnà      | 336     | 3,18    | Italia Giovane Solidale | 288    | 2,34 | –     |
|                                      | Giuseppina Ignaccolo     | Giuseppina Ignaccolo | Giuseppina Ignaccolo | 209     | 1,98    | Civicamente Pachino     | 169    | 1,37 | –     |
| Totale                               | Totale                   | 9 894                | 100                  | 10 568  | 100     |                         | 12 321 | 100  | 20    |
|                                      |                          |                      |                      |         |         |                         |        |      |       |
| Primo turno - Secondo turno - Seggi  |                          |                      |                      |         |         |                         |        |      |       |

## Provincia regionale di Trapani

### Mazara del Vallo
| Candidati                               | Candidati                   | II turno          | II turno          | I turno | I turno | Liste               | Voti   | %     | Seggi |
| Candidati                               | Candidati                   | Voti              | %                 | Voti    | %       | Liste               | Voti   | %     | Seggi |
| --------------------------------------- | --------------------------- | ----------------- | ----------------- | ------- | ------- | ------------------- | ------ | ----- | ----- |
|                                         | Nicolò Cristaldi ✔️ Sindaco | 12 604            | 58,91             | 7 761   | 32,13   | Liberi              | 2 899  | 9,84  | 8     |
| Osservatorio Politico                   | Nicolò Cristaldi ✔️ Sindaco | 12 604            | 58,91             | 7 761   | 32,13   | 2 452               | 8,32   | 6     |       |
| Futuristi                               | Nicolò Cristaldi ✔️ Sindaco | 12 604            | 58,91             | 7 761   | 32,13   | 1 653               | 5,61   | 4     |       |
|                                         | Vito Torrente               | 8 791             | 41,09             | 4 895   | 20,27   | Insieme si può      | 2 739  | 9,29  | 2     |
| Libera Intesa                           | Vito Torrente               | 8 791             | 41,09             | 4 895   | 20,27   | 2 346               | 7,96   | 2     |       |
| Voci Democratiche Partito dei Mazaresi  | Vito Torrente               | 8 791             | 41,09             | 4 895   | 20,27   | 1 935               | 6,57   | 1     |       |
| Movimento Diritto alla Città            | Vito Torrente               | 8 791             | 41,09             | 4 895   | 20,27   | 1 185               | 4,02   | –     |       |
| Insieme per Mazara                      | Vito Torrente               | 8 791             | 41,09             | 4 895   | 20,27   | 953                 | 3,23   | –     |       |
|                                         | Giuseppe Bianco             | Giuseppe Bianco   | Giuseppe Bianco   | 4 488   | 18,58   | Partito Democratico | 3 187  | 10,81 | 2     |
| Unione di Centro-Democratici Riformisti | Giuseppe Bianco             | Giuseppe Bianco   | Giuseppe Bianco   | 4 488   | 18,58   | 1 547               | 5,25   | 1     |       |
|                                         | Antonino Scilla             | Antonino Scilla   | Antonino Scilla   | 3 612   | 14,95   | Mazara nel Cuore    | 1 822  | 6,18  | 1     |
| La Svolta                               | Antonino Scilla             | Antonino Scilla   | Antonino Scilla   | 3 612   | 14,95   | 1 591               | 5,40   | 1     |       |
| Socialisti per Mazara                   | Antonino Scilla             | Antonino Scilla   | Antonino Scilla   | 3 612   | 14,95   | 1 537               | 5,22   | 1     |       |
|                                         | Leonardo Falco              | Leonardo Falco    | Leonardo Falco    | 1 608   | 6,66    | Movimento 5 Stelle  | 1 606  | 5,45  | 1     |
|                                         | Giuseppe Siragusa           | Giuseppe Siragusa | Giuseppe Siragusa | 1 196   | 4,95    | Nuovo Centrodestra  | 1 403  | 4,76  | –     |
|                                         | Roberto Frazzetta           | Roberto Frazzetta | Roberto Frazzetta | 593     | 2,46    | Frazzetta Sindaco   | 614    | 2,08  | –     |
| Totale                                  | Totale                      | 21 395            | 100               | 24 153  | 100     |                     | 29 469 | 100   | 30    |
|                                         |                             |                   |                   |         |         |                     |        |       |       |
| Primo turno - Secondo turno - Seggi     |                             |                   |                   |         |         |                     |        |       |       |

### Salemi
|                     | Domenico Venuti ✔️ Sindaco | 1 957 | 37,77 | Partito Democratico                          | 1 593 | 23,60 | 7  |  |  |
| Articolo 4          | Domenico Venuti ✔️ Sindaco | 1 957 | 37,77 | 611                                          | 9,05  | 3     |    |  |  |
| Unione di Centro    | Domenico Venuti ✔️ Sindaco | 1 957 | 37,77 | 517                                          | 7,66  | 2     |    |  |  |
|                     | Vittorio Sgarbi            | 1 569 | 30,28 | Partito della Rivoluzione Laboratorio Sgarbi | 938   | 13,90 | 2  |  |  |
|                     | Nicolò Gucciardi           | 683   | 13,18 | Forza Italia                                 | 756   | 11,20 | 2  |  |  |
| Salemi nel Cuore    | Nicolò Gucciardi           | 683   | 13,18 | 458                                          | 6,79  | 1     |    |  |  |
|                     | Giovanni Armata            | 467   | 9,01  | Salemi che Cambia                            | 724   | 10,73 | 1  |  |  |
|                     | Antonino Ardagna           | 395   | 7,62  | Cittadini in Comune                          | 449   | 6,65  | 1  |  |  |
|                     | Nicola Trapani             | 322   | 6,21  | Movimento 5 Stelle                           | 448   | 6,64  | 1  |  |  |
|                     | Salvino Amico              | 189   | 3,65  | Nuovo Centrodestra                           | 255   | 3,78  | –  |  |  |
| Totale              | Totale                     | 5 182 | 100   |                                              | 6 749 | 100   | 20 |  |  |
|                     |                            |       |       |                                              |       |       |    |  |  |
| Primo turno - Seggi |                            |       |       |                                              |       |       |    |  |  |